# Видове патенти
В зависимост от характеристиките на изобретението се обуславят различни видове патенти.

## Основен патент
Основният патент се издава за самостоятелно изобретение, което не доразвива или доусъвършенства друго изобретение и не е зависимо от друго изобретение, които вече са патентовани.

## Допълнителен патент (патент за усъвършенстване)
Допълнителен патент се издава за изобретение, което допълва или усъвършенства друго вече патентовано изобретение. Такъв патент се издава само на патентопритежателя на основния патент и срока на неговото действие изтича със срока на действие на основния патент.

## Зависим патент
Зависим патент се издава за изобретение, чието използване е невъзможно, без използване на друго изобретение вече патентовано от друго лице. За използването на зависими патенти, техните притежатели трябва да получат лицензия от притежателя на предходния патент. Патентните законодателства предвиждат възможност за издаване на принудителна лицензия от компетентен държавен орган в случай, че такава е била отказана от притежателя на зависимия патент. След изтичане на срока на закрила на предходния патент, зависимия може да се използва свободно от неговия притежател.

## Секретни патенти
Издава се за патенти, свързани с националната сигурност и отбраната. Независимо къде са създадени, т.е. може да са създадени и в гражданска организация – просто те автоматично са специални. Независимо от това, че те могат да имат и гражданско предназначение – това не променя статутът им на секретни. По секретността на патентни заявки са компетентни да се произнесат министерство на вътрешните работи и отбраната. Могат да бъдат сезирани както от патентозаявителя, така и от патентното ведомство. Секретните патенти не се публикуват – нито заявката, нито защитния документ. Т.е. в бюлетина, или в базите данни ще намерим само неговия номер – на патента – за да знаем, че е издаден, но там няма да има информация за него. Тяхното използване е под контрола на компетентните ведомства.

## Патенти аналози
Всички издадени патенти за едно и също изобретение на различни територии. Има специални указатели за тях.